# Birbas
Birbas (en népalais : बीरबास) est un comité de développement villageois du Népal situé dans le district de Gulmi. Au recensement de 2011, il comptait 4 577 habitants.